# Історичні плани Києва
Список історичних планів Києва

## Плани XVII століття

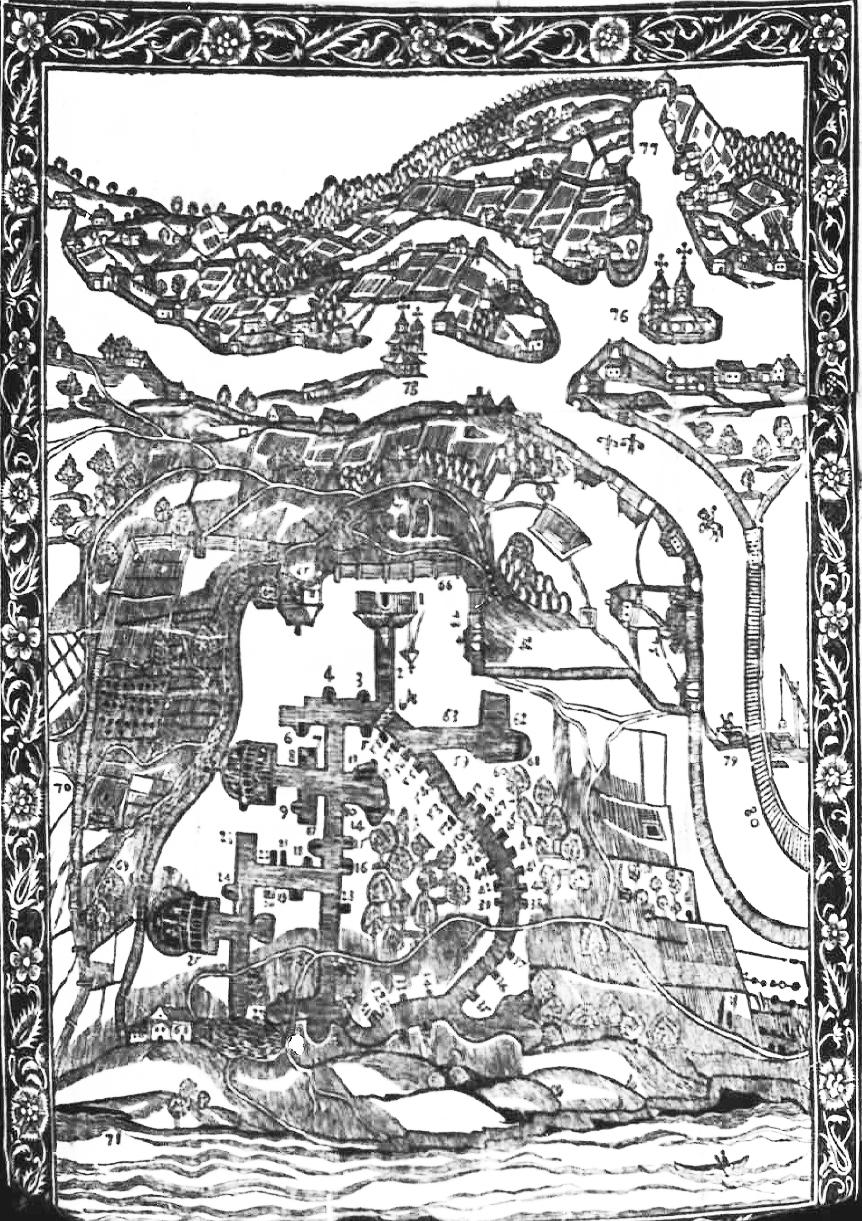
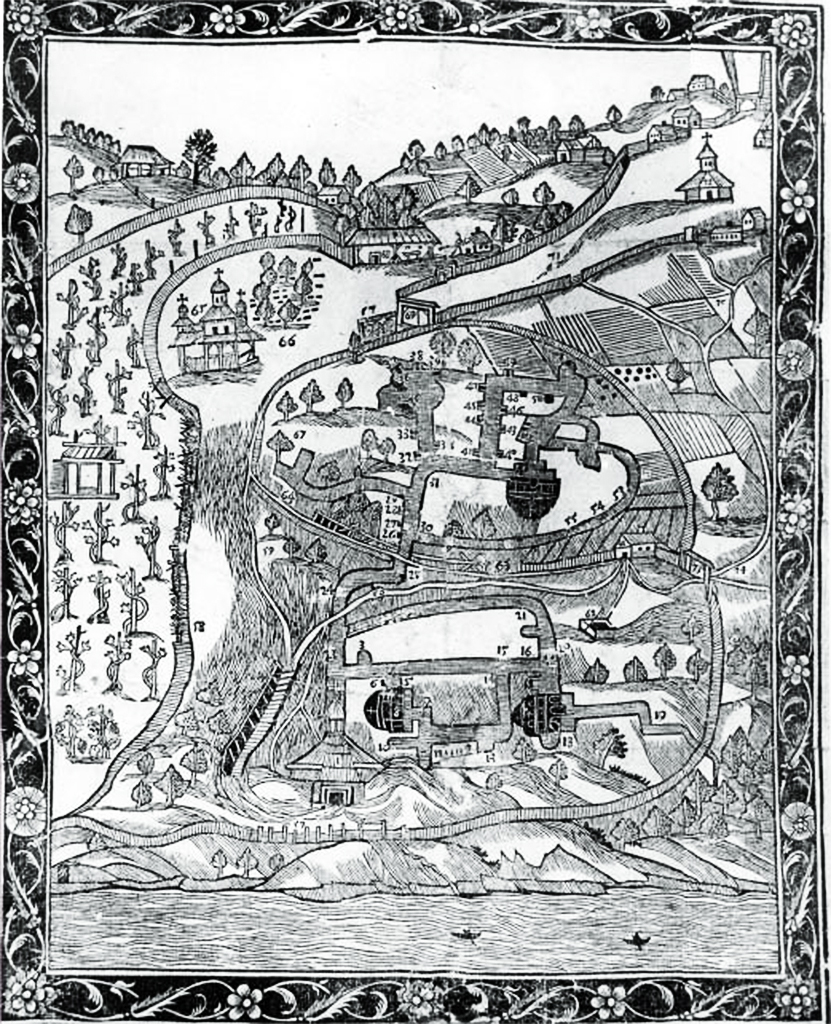
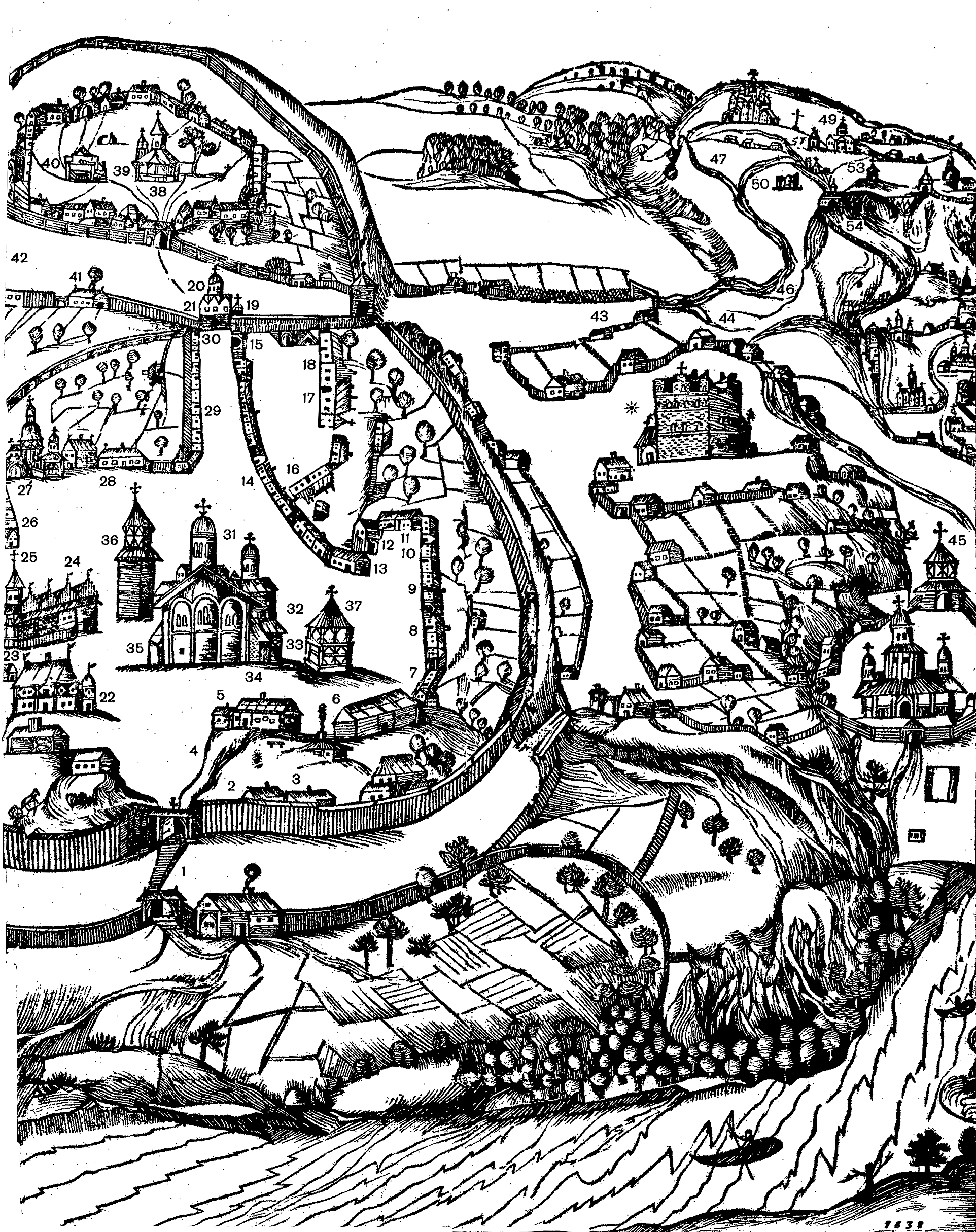

Найдавнішим відомим планом Києва є зображення з книги 1638 року Атанасія Кальнофойського «Тератургіма». Додатками до книги є три плани, а точніше схематичні малюнки, виконані гравером, ім'я якого заховане в абревіатурі «П.Т.». На першому з планів зазначена схема Дальніх печер та зображена прилегла до них монастирська та міська територія. Другий план знайомить з конфігурацією Ближніх печер. Найбільше дискусій у наукових колах викликав третій план «Тератургіми», на якому зазначені Печерський, Вознесенський та Миколаївський Пустинний монастирі, частина Старого Києва та Подолу.

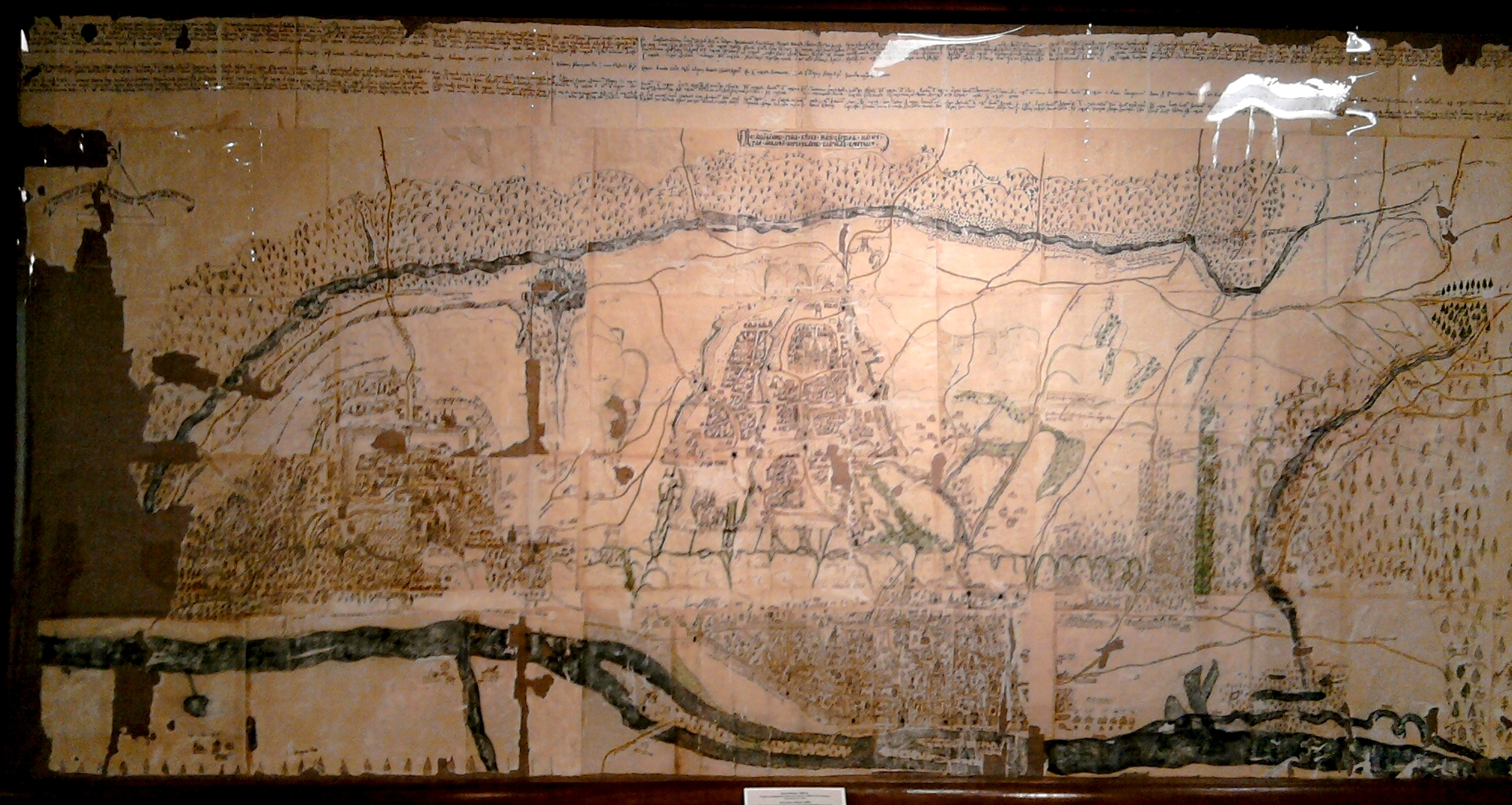
План Ушакова у повному розмірі
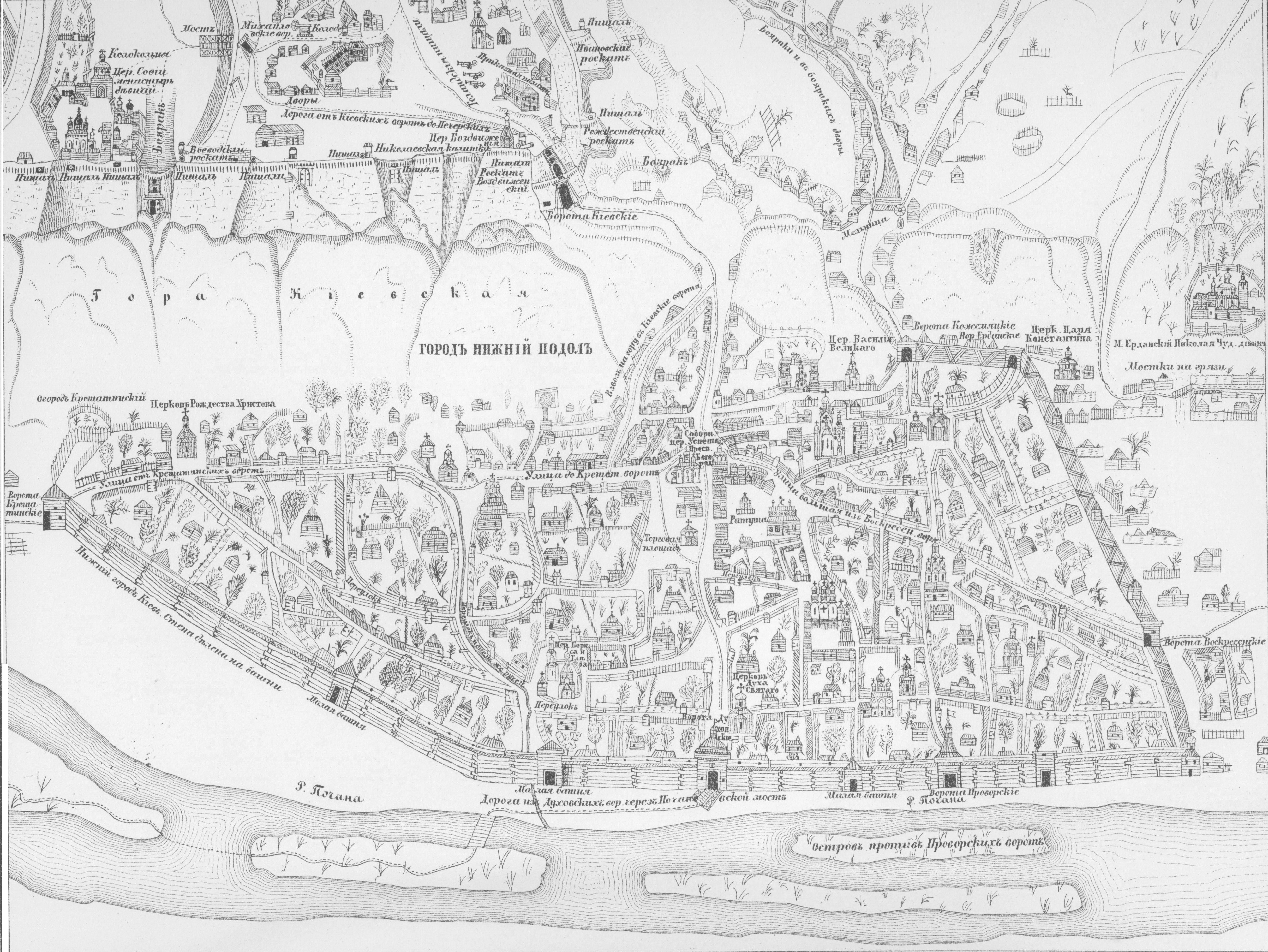
поділ на плані Ушакова
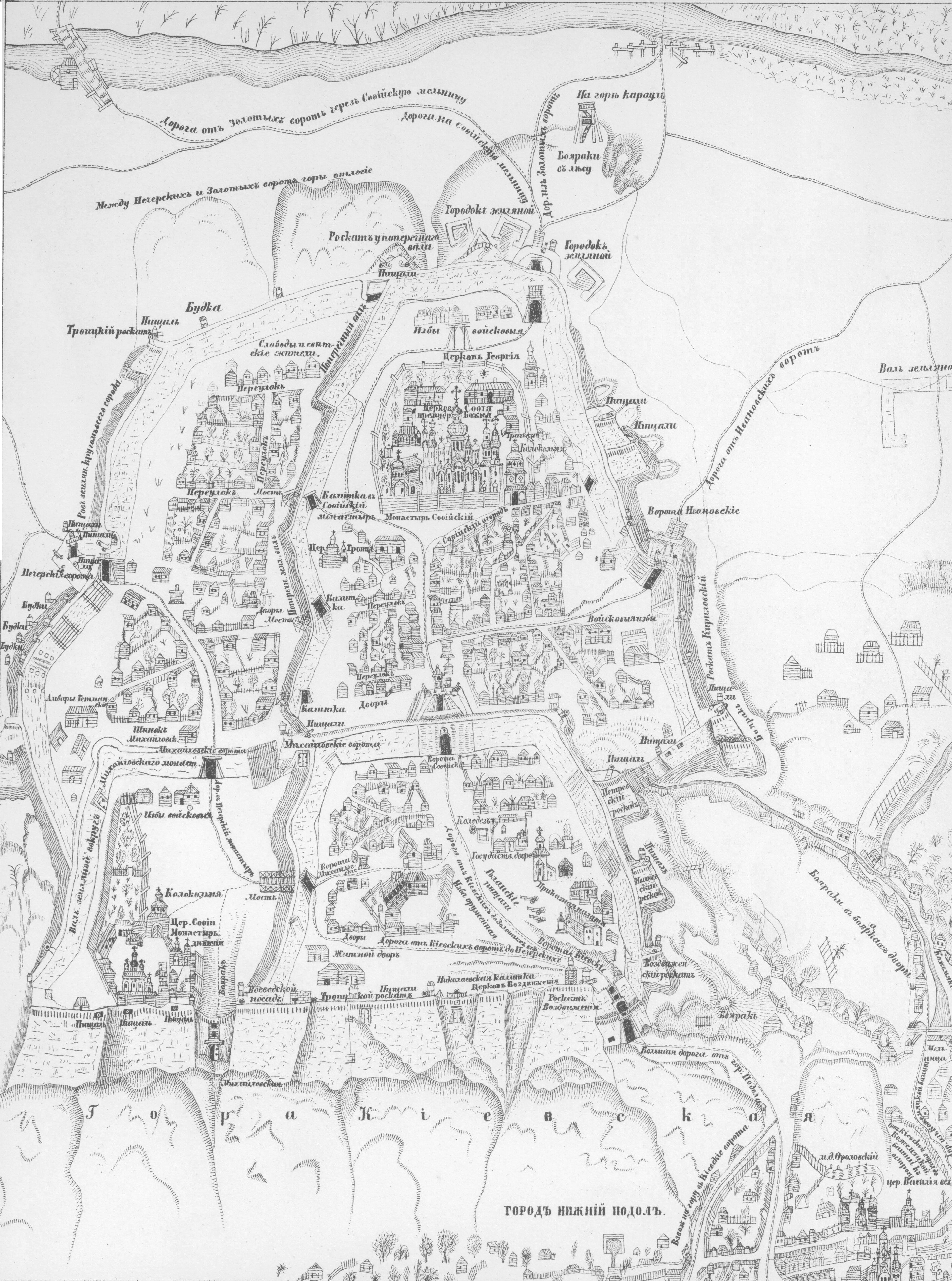
Верхнє місто на плані Ушакова
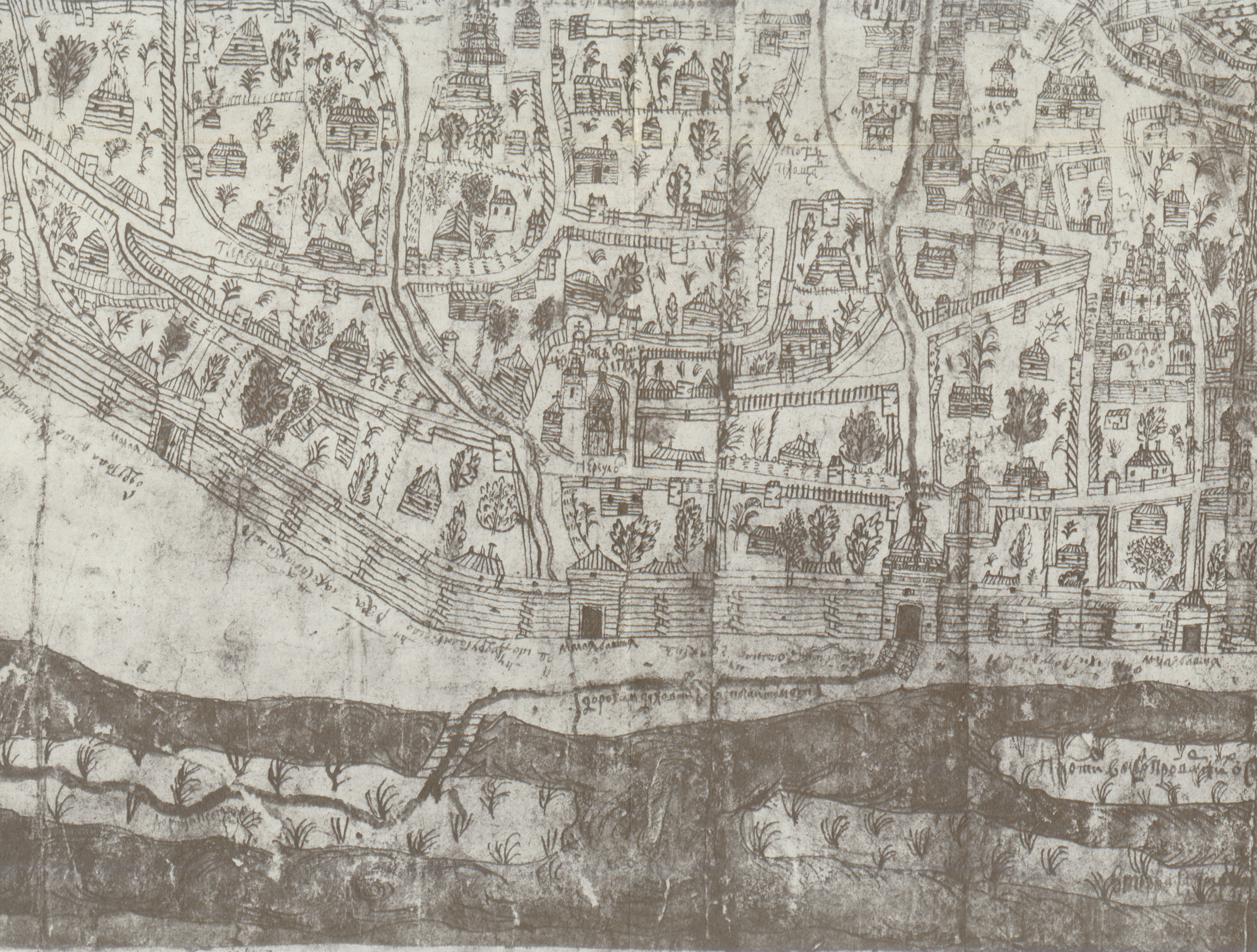
Міст через Почайну, фрагмент плану Ушакова

План 1695 року полковника Івана Ушакова, складений для московського царя після входження козацької держави з Києвом під зверхність Московського царства. Відома у копії кінця XIX століття, коли художник Дмитро Струков у 1884 році перемалював її для Київської археографічної комісії для подальшого видання.

## Плани XIX століття

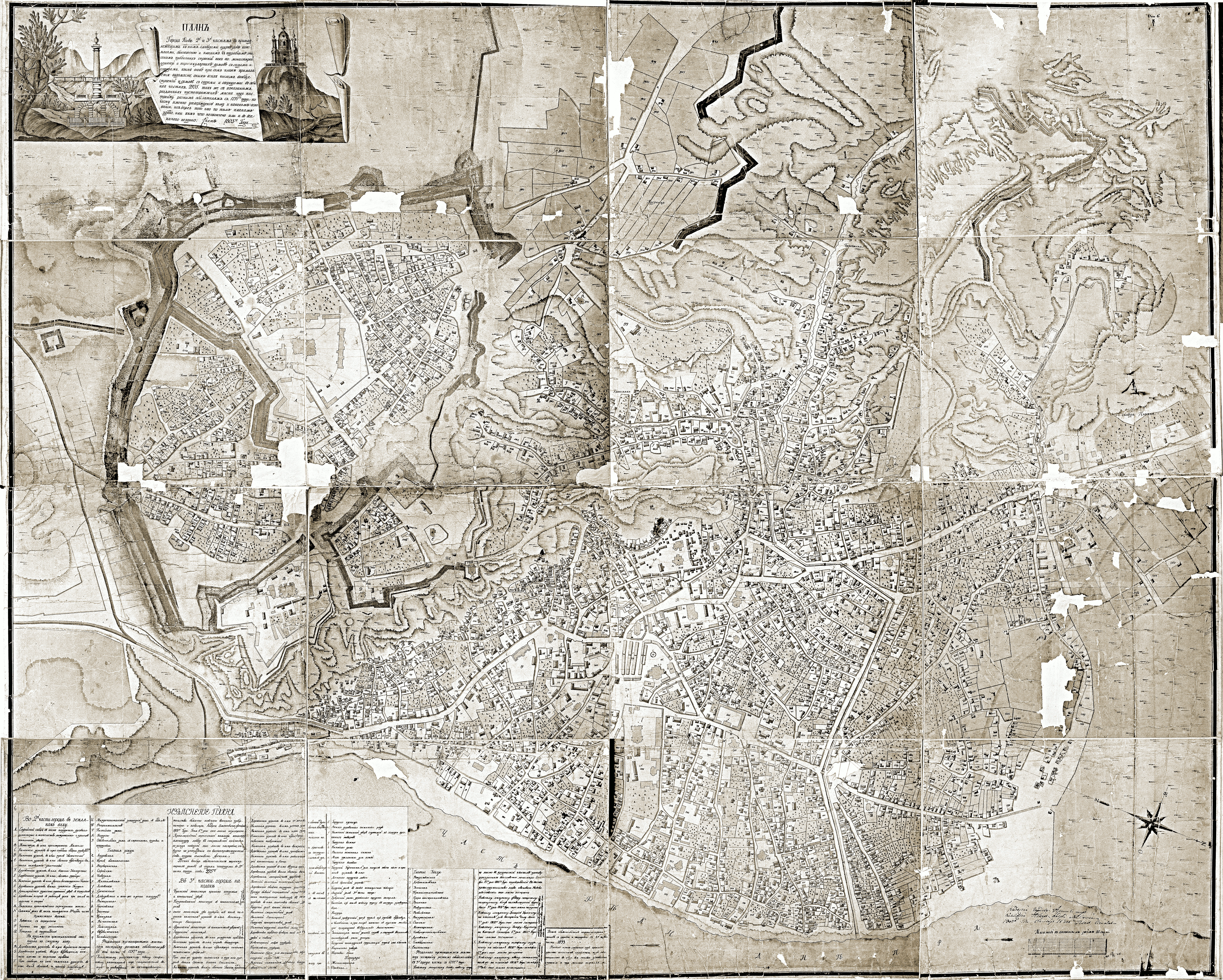
План Києва, складений під керівництвом А. Меленського, 1803 рік
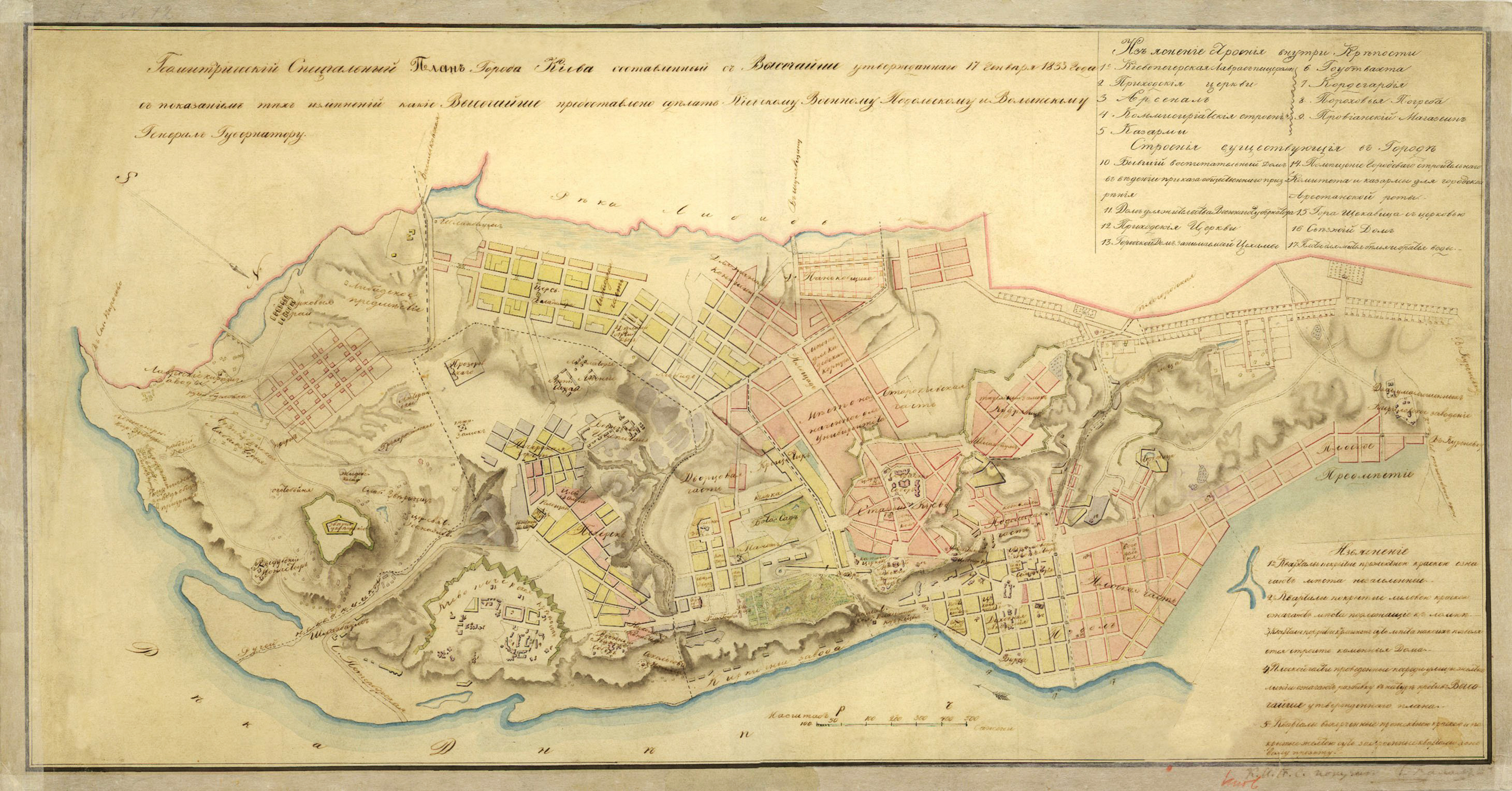
Геометричний спеціальний план 1833 року
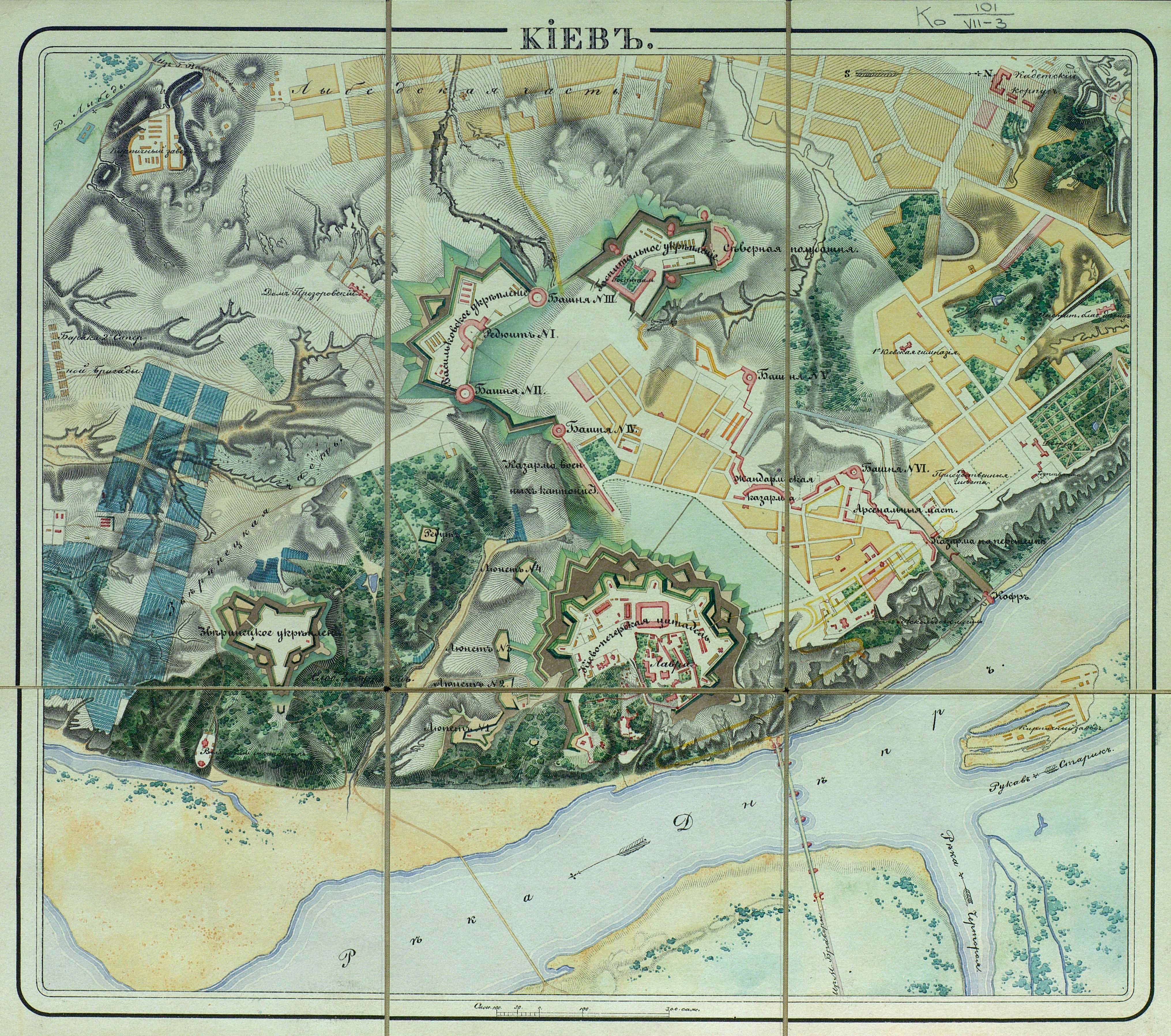
Київська фортеця у атласі фортець Російської імперії, 1830-ті роки
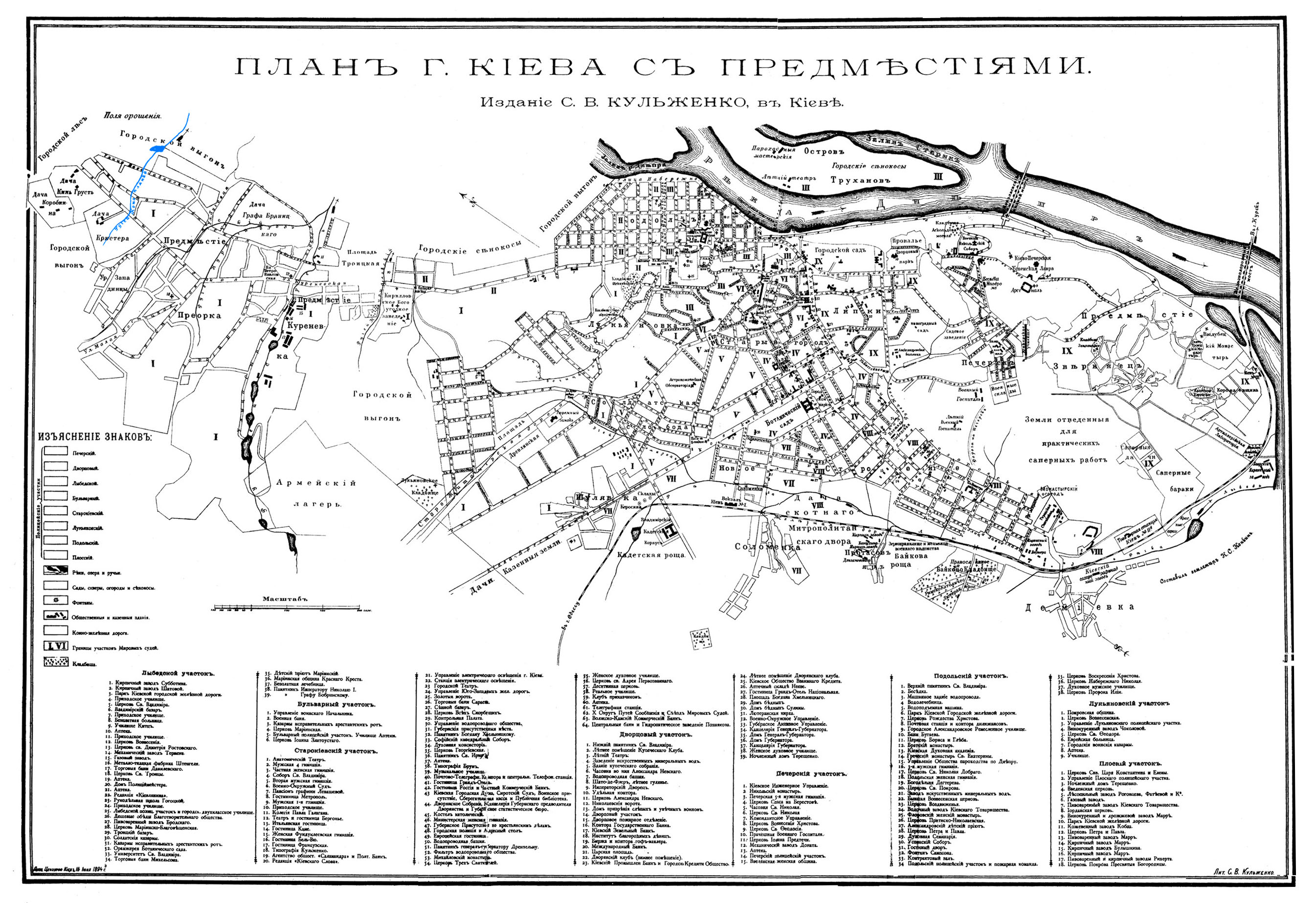
Мапа Києва 1894 року зі передмістями, видання Стефана Кульженка
План Києва з передмістями, складений В. Бошно, 1887 рік

Повна назва плану 1833 року: «Геометрический Специальный план города Киева, составленный с Высочайше утвержденнаго 17 Генваря 1833 Года с показанием тех изменений, какие Высочайше предоставлено сделать Киевскому Военному Подольскому и Волынскому Генералу Губернатору». Зберігається у Національній бібліотеці ім. В. Вернадського.

## Плани XX століття

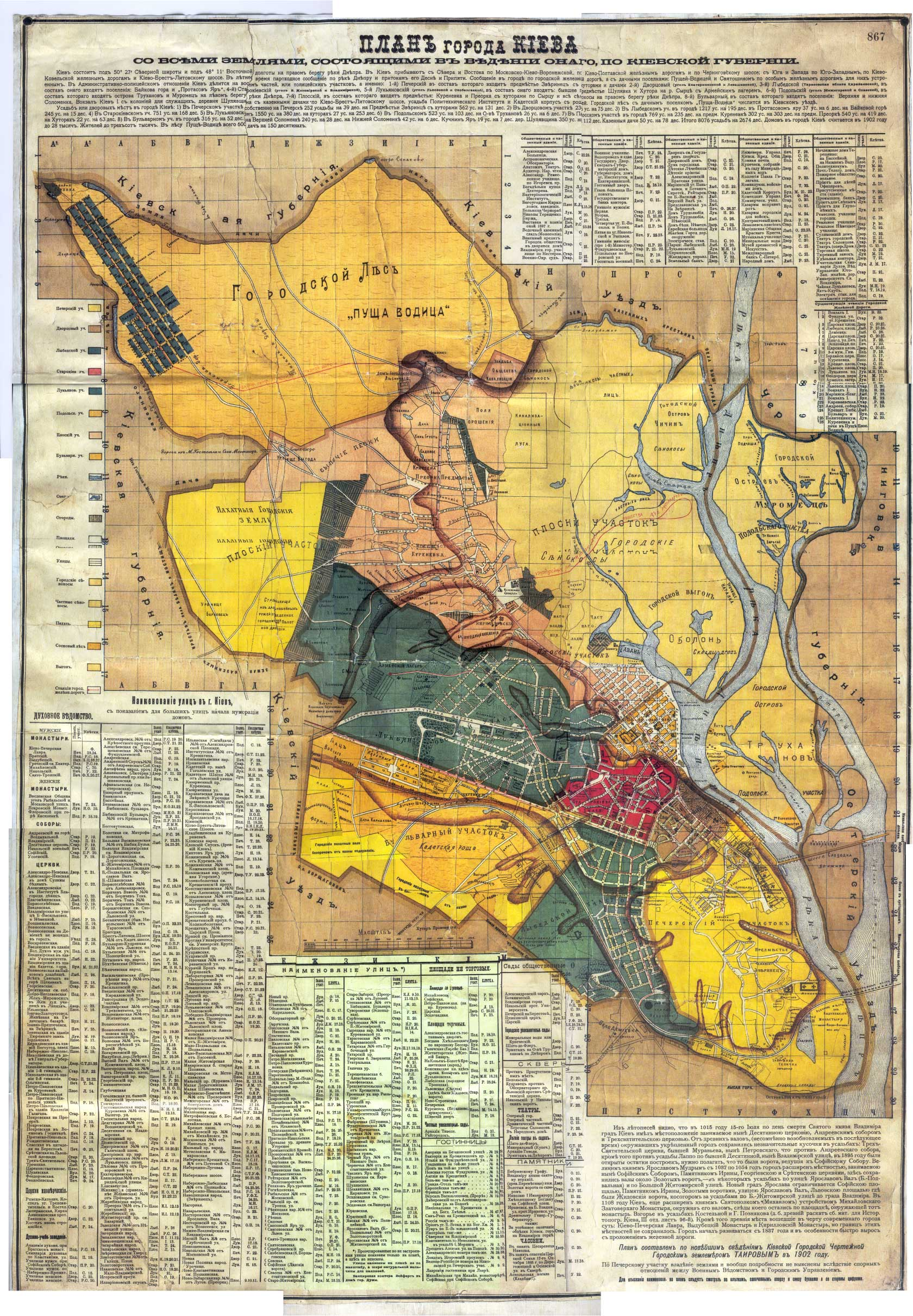
Карта з трамвайними маршрутами 1902 року
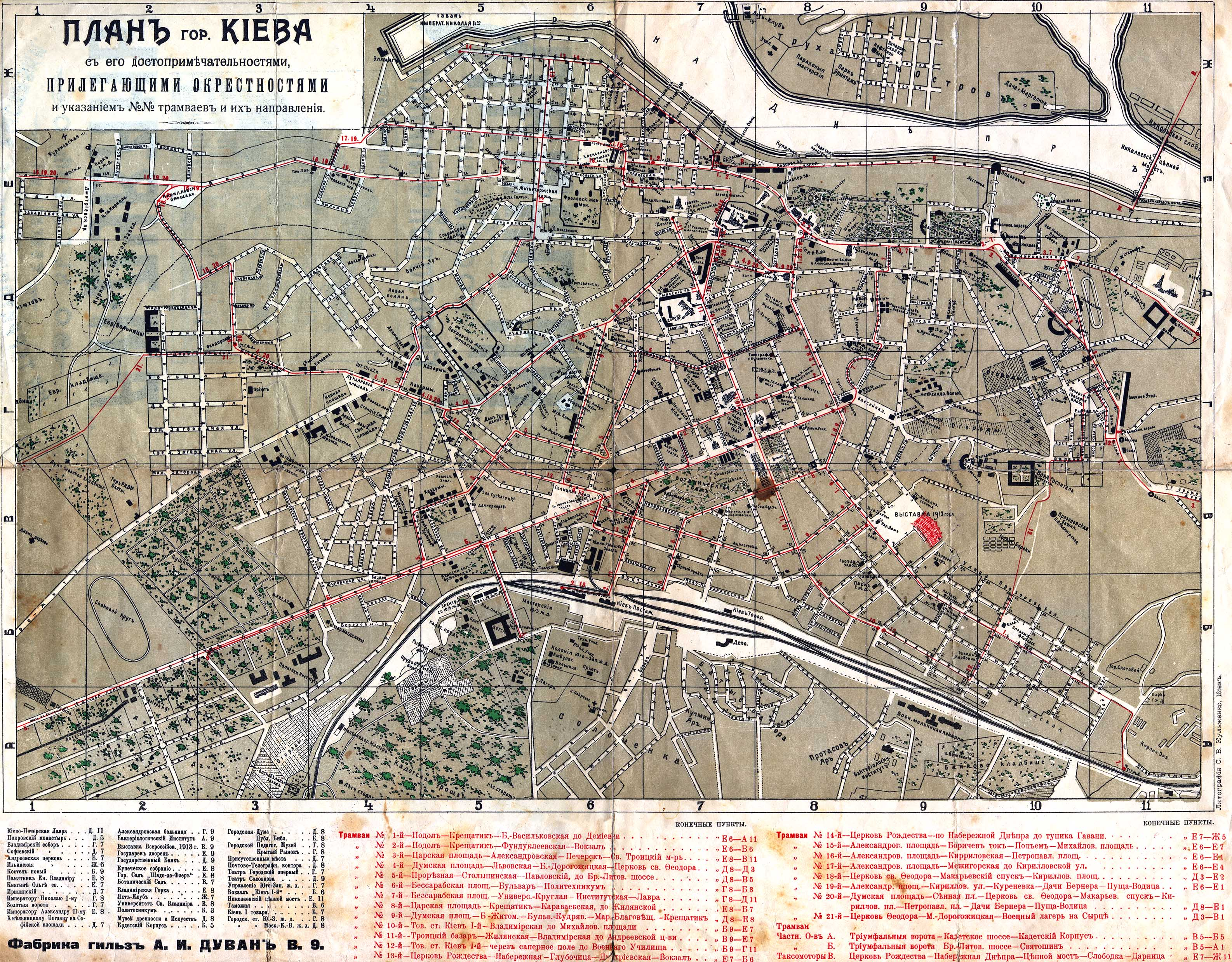
Карта з трамвайними лініями 1913 року
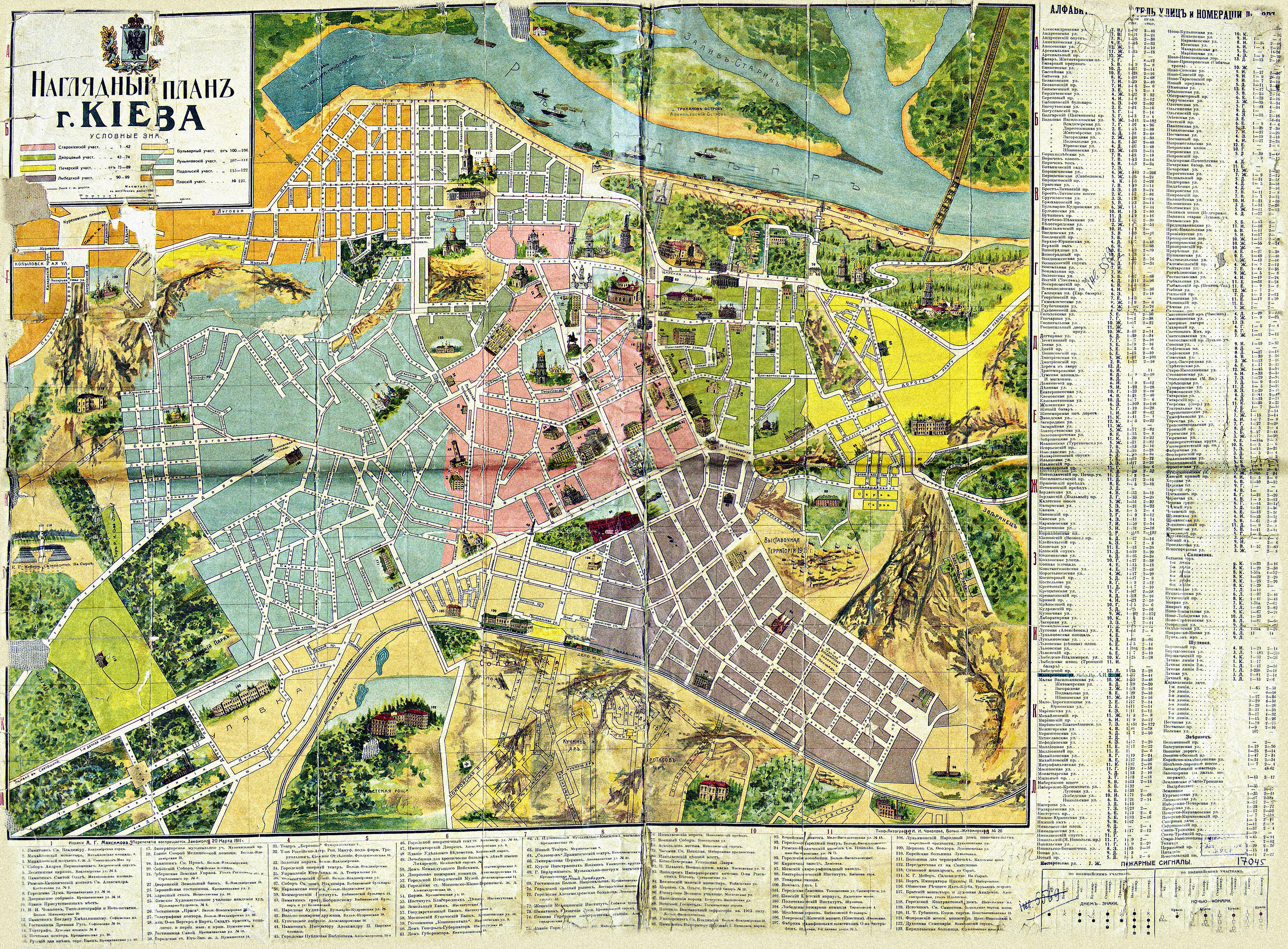
План 1913 року
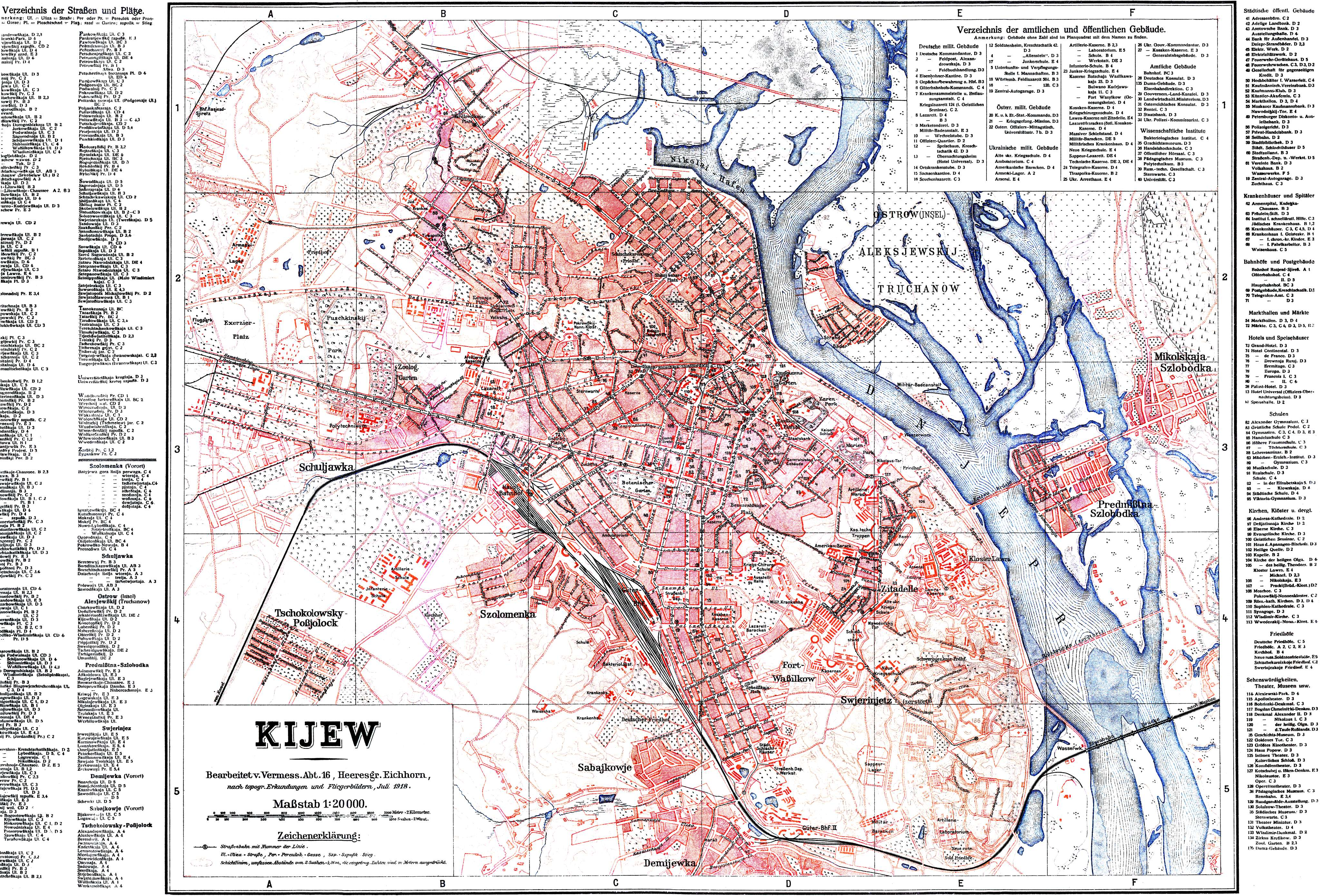
Карта з трамвайними лініями 1918 року